# Shawn Ryan
Shawn Ryan (Rockford, Illinois; 11 de octubre de 1966) es un productor de televisión y guionista estadounidense. Es conocido por ser el creador de la popular serie de televisión estadounidense The Shield y de la serie policiaca de corta duración The Chicago Code (2011).

## Biografía
La madre de Shawn Ryan es maestra de escuela, mientras que su padre es contador público. Creció en Rockford, Illinois. Allí se graduó en la escuela Keih Country Day. Luego Ryan se graduó en el Middlebury College en Vermont, Estados Unidos, donde se especializó en teatro y economía.
Más tarde Shawn Ryan se mudó a Los Ángeles en 1989 y cuatro años y medio más tarde comenzó allí su carrera televisiva como guionista encargado de la serie de televisión estadounidense Nash Bridges. Después él trabajó como productor de televisión para la serie Ángel (2000–2001), una serie para la que también escribió un episodio. 
Después Ryan concibió la serie de televisión The Shield (2002–2008), en la cual actuó como productor ejecutivo, con la excepción de un episodio, y también escribió la mayoría de los episodios de esa serie. Fue con esa serie, con la que él se volvió conocido. En 2006 también fue contratado como show runner de la serie de televisión The Unit junto a David Mamet. Del 2009 a 2011 Ryan trabajó como show runner de la serie de televisión Lie to Me. En 2011, se desempeñó como creador y productor ejecutivo en la serie policíaca de corta duración de Fox, The Chicago Code. También creó en 2023 la popular serie El agente nocturno.
Shawn Ryan se casó el 25 de abril de 1998 con la actriz Cathy Cahlin Ryan, quien interpreta un papel coprotagonista en la serie de televisión The Shield. Tiene dos hijos con ella. Se llaman Haley y Brian.

## Filmografía (Selección)
Guionista
- 1990: Un padre de más (Mis dos papás; Serie de televisión, episodio 3x19)
- 1997–1998: Life with Louie (Serie de televisión, 3 episodios)
- 1997–2000: Nash Bridges (Serie de televisión, 11 episodios)
- 1998: Bienvenidos a Hollywood
- 2000–2001: Ángel (Angel; serie de televisión, 5 episodios)
- 2002–2008: The Shield (The Shield; serie de televisión, creador, guionista de 16 episodios)
- 2006–2007: The Unit (Serie de televisión, 2 episodios)
- 2010: Terriers (Serie de televisión, 2 episodios)
- 2011: The Chicago Code (Serie de televisión, creador, guionista de 2 episodios)
- 2012-2013: Last Resort (Serie de televisión, creador, guionista del episodio 1x01)
- 2016: Mad Dogs (Serie de televisión, episodio 1x02)
- 2016–2018: Timeless (Serie de televisión, creador, guionista del episodio 1x01)
- desde 2017: SWAT (Serie de televisión, creador, guion del episodio 1x01)
- 2023: The Night Agent (Serie de televisión, creador, guion 3 episodios)

Productor
- 2000–2001: Ángel (Ángel; serie de televisión, productor de televisión de 22 episodios)
- 2002-2008: The Shield (The Shield; serie de televisión, productor ejecutivo de 88 episodios)
- 2006-2009: The Unit (The Unit, serie de televisión, productor ejecutivo de 66 episodios)
- 2009-2011: Miénteme (Serie de televisión, productor ejecutivo de 3 episodios)
- 2011: The Chicago Code (Serie de televisión, producción ejecutiva y escritura de 13 episodios)
- 2012-2013: Last Resort (Serie de televisión, productor ejecutivo)

## Premios
- 1998: Nominada al premio Humanitas en la categoría de animación infantil por Life with Louie
- 2002: Nominación al Emmy por Guion de Serie Dramática por The Shield